# Le Film d'art
Le Film d'art est une société de production française fondée en 1908.
Une société portant le même nom est constituée en 2009 par Jérôme Diamant-Berger, petit-fils d'Henri Diamant-Berger.

## Histoire
En 1908, Paul Laffitte fonde, sur sollicitation des sociétaires de la Comédie-Française, la société Le Film d’art pour assurer la production à l'écran de scènes historiques, mythologiques ou théâtrales filmées à partir d'adaptations authentiques et renommées. 
Le but principal de la création de cette société est à la fois d'élargir le public du cinéma (alors plutôt populaire) aux couches plus cultivées de la population et de faire du cinéma «  le grand éducateur du peuple ». Victime de sa réputation de spectacle de foire, le cinéma est à l'époque un spectacle dont se détournent le public du théâtre et celui de l'opéra. Pour les amener au cinéma, Le Film d'art fait appel aux comédiens et metteurs en scène du théâtre.
La soirée du 17 novembre 1908, avec la projection de L'Assassinat du duc de Guise, marque ainsi selon les mots de Georges Sadoul « un tournant dans l'histoire du cinéma ». Le film, écrit par l'académicien Henri Lavedan et réalisé par André Calmettes et Charles Le Bargy, reçoit un accueil enthousiaste de la part d'un public et a droit, c'est une première et une promotion pour le cinéma, à une critique d'Adolphe Brisson dans le quotidien Le Temps.
La société eut pour directeurs : Paul Laffitte (1908-1909), puis Paul Gavault (1909-1911), puis Charles Delac (1911-1936) et Marcel Vandal, puis Henri Diamant-Berger (1936-1972).
Comme L'Assassinat du duc de Guise, les films les plus célèbres sont des reconstitutions historiques ou des  « grands sujets » : Le Baiser de Judas (1908) réalisé par Armand Bour et André Calmettes ou Le Retour d'Ulysse (1909) réalisé par André Calmettes et Charles Le Bargy, etc.
Le Film d'art adapte pour le cinématographe un certain nombre de mimodrames ayant eu du succès, quelques années plus tôt, sur les scènes parisiennes comme L'Empreinte ou la Main rouge réalisé par Paul-Henry Burguet (1908), L'Homme aux poupées (1909) et La Main (1909), réalisés tous deux par Henri Berény.
Le 25 mai 1912 est fondée la Société Générale de Cinématographie (SGC) qui a pour objet « l’achat, la vente, la location de tous films cinématographiques et d’une façon plus particulière, l’exploitation exclusive sous toutes formes des marques cinématographiques connues sous le nom de Film d’Art, Film des Auteurs et Monofilm ».
Dans les années 1960, la raison sociale est réactivée par Henri Diamant-Berger. Ce dernier a acquis la société en 1936.

## Filmographie partielle
- 1908 : Un duel sous Richelieu d'André Calmettes
- 1908 : L'Assassinat du duc de Guise d'André Calmettes
- 1908 : Britannicus d'André Calmettes
- 1908 : L'Empreinte ou la Main rouge de Paul-Henry Burguet
- 1908 : Le Baiser de Judas d'Armand Bour et André Calmettes
- 1908 : Œdipe roi d'André Calmettes
- 1909 : Héliogabale d'André Calmettes
- 1909 : Le Retour d'Ulysse d'André Calmettes et Charles Le Bargy
- 1909 : Andromaque d'André Calmettes
- 1909 : L'Homme aux poupées d'Henry Berény
- 1909 : La Main d'Henry Berény
- 1909 : Hamlet d'André Calmettes
- 1909 : Macbeth d'André Calmettes
- 1909 : La Tosca d'André Calmettes et Charles Le Bargy
- 1909 : Rigoletto d'André Calmettes
- 1909 : Rival de son père d'André Calmettes
- 1911 : Le Colonel Chabert d'Henri Pouctal
- 1911 : Une conquête d'Henri Pouctal
- 1912 : La Dame aux camélias d'André Calmettes et Henri Pouctal
- 1912 : Les Trois mousquetaires d'André Calmettes et Henri Pouctal
- 1912 : La Robe rouge d'Henri Pouctal
- 1914 : La Dénonciatrice de Georges-André Lacroix
- 1916 : Alsace d'Henri Pouctal
- 1916 : Ce que les flots racontent d'Abel Gance
- 1916 : Fioritures d'Abel Gance
- 1916 : Le Fou de la falaise d'Abel Gance
- 1917 : Les Mouettes de Maurice Mariaud
- 1917 : Mater dolorosa d'Abel Gance
- 1917 : Barberousse d'Abel Gance
- 1918 : Frivolité de Maurice Landais
- 1918 : Le Comte de Monte-Cristo d'Henri Pouctal
- 1919 : Fanny Lear de Jean Manoussi et Robert Boudrioz
- 1919 : Les Dames de Croix-Mort de Maurice Mariaud

## Filmographie Vandal et Delac
- Le Paquebot Tenacity (1934)
- La Châtelaine du Liban (film, 1934)
- Le Voleur (film, 1933)
- Le Petit Roi (film) (1933)
- L'Homme à l'Hispano (film, 1933) (1933)
- Hortense a dit j'm'en f… (1932)
- La Tête d'un homme (film) (1932)
- Poil de Carotte (film, 1932) (1932)
- Le Joker (film) (1930)
- Les Monts en flammes (1931)
- Les Cinq Gentlemen maudits (1931)
- L'Amoureuse Aventure (1931)
- Le Bal (film, 1931) (1931)
- La Dernière Berceuse (1930) de Gennaro Righelli
- Fra Diavolo (film, 1931) (1931)
- David Golder (film) (1930)
- Les Deux mondes (film, 1930) d'Ewald André Dupont
- Au Bonheur des Dames (film, 1930) (1930)
- Maman Colibri (film, 1929) (1929)
- La Vie miraculeuse de Thérèse Martin (1929)
- La Meilleure Maîtresse (1929)
- La Divine Croisière (1929)
- L'Eau du Nil (1928)
- Le Tourbillon de Paris (1928)
- Le Mariage de mademoiselle Beulemans (film, 1927) (1927)
- L'Agonie de Jérusalem (1927)
- Le Mystère de la tour Eiffel (1927)
- L'Homme à l'Hispano (film, 1926) (1926)
- L'Abbé Constantin (film, 1925) (1925)
- Le Père Goriot (film, 1921) (1921)
- La Maison vide (1921)
- Le Rêve (film, 1921) (1921)
- Champi-Tortu (1921)
- Flipotte (1920)
- Le Secret du Lone Star (1920)
- Ecce homo (1918)
- La Dixième Symphonie (1918)
- La Zone de la mort (film, 1917) (1917)
- Barberousse (film, 1917) (1917)
- Mater dolorosa (film, 1917) (1917)
- Ce que les flots racontent (1916)
- Fioritures (film, 1916) (1916)
- Le Fou de la falaise (1916)
- Le Périscope (film, 1916) (1916)
- Les Gaz mortels (1916)
- Le Droit à la vie (1916)
- L'Énigme de dix heures (1915)
- L'Héroïsme de Paddy (1915)
- La Folie du docteur Tube (1915)
- Strass et Compagnie (1915)
- Un drame au château d'Acre (1915)